# Malise, 7. Earl of Strathearn
Malise, 7. Earl of Strathearn (auch Malise IV, Earl of Strathearn oder schottisch-gälisch Maol Íosa, 7. Earl of Strathearn) (* zwischen 1275 und 1280; † zwischen 1327 und 1330) war ein schottischer Magnat. 

## Herkunft
Malise entstammte einer alten gälischen Familie, die bereits seit Anfang des 12. Jahrhunderts den Titel Earl of Strathearn führte. Er war der älteste Sohn seines gleichnamigen Vaters Malise, 6. Earl of Strathearn und von dessen Frau Agnes.

## Geisel in England und Wechsel auf die Seite von Robert Bruce
Während des Schottischen Unabhängigkeitskriegs diente Malise spätestens ab 1303 als Geisel für die Loyalität seines Vaters gegenüber dem englischen König. 1306 war er in Schottland, als Robert Bruce sich zum König der Schotten erklärte und damit gegen die englische Oberherrschaft rebellierte. Nach der Schlacht bei Methven im Juni 1306 sandte der Earl of Strathearn seinen Sohn als Zeichen seiner Loyalität zum englischen Kommandanten Aymer de Valence, und der jüngere Malise beteiligte sich darauf an der Verfolgung des flüchtigen Bruce. Malises Vater wurde jedoch verdächtigt, die Rebellion von Bruce unterstützt zu haben, und deshalb ab November 1306 in England inhaftiert. Daraufhin wurde auch Malise wieder als Geisel nach England gebracht. Zunächst wurde er in Lanercost und später in Carlisle festgehalten. Der englische König hoffte aber offensichtlich, den Earl of Strathearn wieder als Verbündeten zu gewinnen, in diesem Zusammenhang ist wohl der Befehl des Königs zu sehen, im Oktober 1306 den jüngeren Malise in Lanercost zum Ritter zu schlagen. Malises Vater kam schließlich 1308 frei und durfte nach 1310 nach Schottland zurückkehren, wo er die Engländer im Kampf gegen Robert Bruce unterstützte. Der junge Malise kam nach März 1309 ebenfalls frei und kämpfte bis mindestens Januar 1310 in englischem Sold. Danach wechselte er aber vermutlich auf die Seite von Robert Bruce, während sein Vater ein loyaler Unterstützer des englischen Königs blieb.

## Übernahme des Titels seines Vaters und Tätigkeit als schottischer Magnat
Anfang Januar 1313 gehörte Malise dem schottischen Heer an, das Perth eroberte, dabei konnte Malise seinen Vater gefangen nehmen. Robert Bruce verschonte das Leben des Earl of Strathearn, doch er zwang ihn, zugunsten seines Sohns auf den Titel zu verzichten. In der Folge unterstützte Malise als neuer Earl entschlossen Bruce im weiteren Kampf gegen die Engländer. 1314 kämpfte er auf schottischer Seite in der Schlacht von Bannockburn. 1320 gehörte er zu den Magnaten, die die Declaration of Arbroath besiegelten. Strathearn war nicht an der nach William Soulis benannten Verschwörung beteiligt, die im selben Jahr aufgedeckt wurde. Wahrscheinlich war aber seine Mutter, vielleicht sogar seine Frau die Countess of Strathearn, die wegen Beteiligung an der Verschwörung gegen Robert Bruce zu lebenslanger Haft verurteilt wurde. Über die weitere Tätigkeit von Strathearn ist wenig bekannt, und auch sein Todesjahr ist unbekannt. Nach älteren Angaben bezeugte er noch am 28. Juli 1328 eine königliche Urkunde und starb spätestens 1330. Nach neueren Angaben starb er bereits vor 1327, denn in diesem Jahr war seine Witwe Joanna Menteith mit John Campbell, 1. Earl of Atholl verheiratet.
Strathearn machte nur eine Schenkung zugunsten eines Klosters, und zwar zugunsten von Scone Abbey. Diese Schenkung an eines der bevorzugten Klöster von Robert Bruce war vielleicht ein Zeichen seiner Loyalität gegenüber dem König. Schenkungen von ihm an die alte Familienstiftung Inchaffray Abbey sind dagegen nicht bekannt.

## Ehen und Nachkommen
Strathearn war zweimal verheiratet. Der Name seiner ersten Frau ist unbekannt, mit ihr hatte er zwei Kinder:
- Malise, 8. Earl of Strathearn († um 1350)
- Maria Strathearn ⚭ Sir John Moravia, Lord of Drumsagard

Strathearn heiratete um 1323 in zweiter Ehe Joanna, eine Tochter von Sir John Menteith. Diese Ehe blieb kinderlos. Joanna überlebte ihren ersten Ehemann und heiratete zunächst John Campbell und nach dessen Tod in dritter Ehe 1339 Maurice Murray. Dieser wurde 1343 zum Earl of Strathearn erhoben, worauf Joanna erneut Countess of Strathearn wurde.